# Parque nacional de Chikói
El parque nacional de Chikói (en ruso: Чикой, национальный парк) se creó oficialmente en 2014, en la región fronteriza de montaña y estepa del centro-sur de Siberia y Mongolia. Está situado en el distrito administrativo (raión) de Krasnochikoy en el Krai de Zabaikalie (Transbaikalia) de Rusia. Esto coloca al parque a unas 250 millas al sureste del lago Baikal, en el borde de la ecorregión del lago Baikal. El propósito declarado de la creación del parque es la «preservación de complejos naturales únicos en la parte alta del río Chikói». Si bien se fomentará el turismo y la pesca deportiva, se prohibirá la caza y los caminos.

## Topografía
El parque nacional está ubicado en las tierras altas de Jentei-Daur, en los tramos superiores del río Chikói de la cuenca del río Baikal. El monumento natural montaña Bystrinsky Golets, punto más alto de la Cordillera de Chikokon y de las tierras altas, se encuentra en el área del parque.

## Ecorregión y clima
Esto es parte de la ecorregión de la estepa forestal de Daurian, una franja de pastizales, terrenos arbustivos y bosques mixtos en el noreste de Mongolia y la región de Siberia en Rusia, que sigue el curso del río Onon y el río Ulz. El parque se encuentra en la zona de transición entre la taiga siberiana al norte y la estepa mongola al sur. La zona esta cubierta de pinares, montañas, estepas y praderas alpinas.
El clima de Chikoy es un clima subártico, invierno seco (clasificación climática de Köppen (Dfc)). Este clima se caracteriza por veranos templados (solo 1 a 3 meses por encima de los 10 °C (50,0 °F) e inviernos fríos con precipitaciones mensuales inferiores a una décima parte del mes de verano más lluvioso.

## Flora y fauna
El área consta de biotopos como la estepa montañosa, la taiga y los valles de los ríos. Las especies que se pueden encontrar en los bosques más importantes aquí son el abeto siberiano (Abies sibirica), la pícea siberiana (Picea obovata), el pino siberiano (Pinus sibirica), el alerce asiático (Larix dahurica), el alerce siberiano (Larix sibirica) y el pino silvestre (Pinus sylvestris) . Los bosques son un hábitat óptimo para mamíferos como el oso pardo (Ursus arctos), la marta cibelina (Martes zibellina), el jabalí (Sus scrofa), el eland (Alces alces), el corzo siberiano (Capreolus pygargus), el ciervo almizclero siberiano (Moschus moschiferus) y el uapiti de Manchuria (Cervus canadensis xanthopygus).
El parque nacional también alberga muchas especies que se encuentran en la Lista Roja Rusa de Especies Amenazadas, como el manul (Otocolobus manul), la cigüeña negra (Ciconia nigra), el águila pescadora (Pandion haliaetus), el águila real (Aquila chrysaetos), el pigargo europeo (Haliaeetus albicilla), halcón sacre (Falco cherrug), halcón peregrino (Falco peregrinus), avutarda común (Otis tarda), ansar cisne (Anser cygnoides) y muchos otros. Los ríos y lagos están habitados, entre otros, por los taimen (Hucho taimen).